# George Weah
George Manneh Oppong Ousman Weah (Monrovia, 1. listopada 1966.), aktualni je predsjednik Liberije, bivši profesionalni nogometaš.
U profesionalnoj nogometnoj karijeri dugoj 14 godina, igrao je za klubove iz Francuske, Italije i Engleske, ostavivši najveći utisak u Milanu. Godine 1995., FIFA ga je proglasila najboljim svjetskim, europskim, te afričkim igračem godine. Jedan je od najvećih afričkih igrača svih vremena. 
Weah se nakon prestanka nogometne karijere počeo bavit politikom, te se kandidirao za predsjednika Liberije 2005., izgubivši u drugom krugu glasanja. Za predsjednika je izabran 2017., a dužnost je počeo obnašati 22. siječnja 2018.